# ۱۳۶۲ (خورشیدی)
سال ۱۳۶۲ هجری خورشیدی، سالی کبیسه است.

## رویدادها
- ۷ امرداد - آغاز عملیات والفجر ۳ در جریان جنگ ایران و عراق به مدت ۱۴ روز.
- ۴ آبان - حملهٔ موشکی ارتش عراق به مدرسهٔ شهید پیروز بهبهان که به کشته و زخمی شدن ده‌ها دانش‌آموز ایرانی انجامید.
- ۳ اسفند - آغاز عملیات خیبر در جریان جنگ ایران و عراق به مدت ۲۰ روز.

## زادروزها
- ۲ فروردین - یوسف کرمی، تکواندوکار
- ۴ فروردین - امید خلیلی، مجری برنامه‌های تلویزیونی
- ۹ فروردین - نرگس محمدی‌، بازیگر
- ۱۷ فروردین - رعنا آزادی‌ور، بازیگر
- ۳۰ فروردین - امین ترکاشوند، بازیکن فوتبال
- ۱۰ اردیبهشت - بهاره کیان‌افشار، ترانه سرا و بازیگر
- ۱۱ اردیبهشت - افسانه پاکرو، بازیگر
- ۲۰ اردیبهشت - طناز طباطبایی، بازیگر
- ۲۶ اردیبهشت - مهدی ماهانی، بازیگر
- ۳۱ خرداد - مصطفی اکرامی، بازیکن فوتبال
- ۱۵ تیر - بهنام صفوی، خواننده
- ۱۹ تیر - گلشیفته فراهانی، بازیگر
- ۲۹ تیر - گلاره عباسی، بازیگر
- ۱۴ مرداد - لیلا اوتادی، بازیگر
- ۱۲ مرداد - عرفان (خواننده)، رپر و تهیه‌کننده موسیقی
- ۲۳ شهریور - خسرو حیدری، بازیکن فوتبال
- ۲۳ شهریور - آرش برهانی، بازیکن فوتبال
- ۲۴ شهریور - خاطره حاتمی، بازیگر
- ۲۸ شهریور - میثم بائو، بازیکن فوتبال
- ۲ مهر - امید حاجیلی، نوازنده ساز ترومپت، خواننده سبک پاپ، تنظیم کننده و آهنگساز
- ۱ دی - ایمان صفا، بازیگر
- ۲۲ دی - ترانه علیدوستی، بازیگر
- ۱ بهمن - جواد نیک‌بین، نماینده حوزه انتخابیه کاشمر، بردسکن، خلیل‌آباد و کوهسرخ در دوره یازدهم مجلس شورای اسلامی
- ۱ بهمن - جاسم سلطانی، بازیکن فوتسال
- ۲ بهمن - هاشم بیگ‌زاده، بازیکن فوتبال
- ۷ بهمن - محسن قرائی، کارگردان فیلم و فیلم‌نامه‌نویس
- ۳ اسفند - زهرا اویسی، بازیگر
- ۱۷ اسفند - علی اوجی، بازیگر

## درگذشت‌ها
- ۲ فروردین - عبدالله انتظام، سیاستمدار
- ۲۵ فروردین -  رضا چراغی، نظامی
- ۱۴ مرداد - ربابه مراداوا، خواننده شهیر موسیقی مقامی آذربایجانی، ایرانی‌تبار آذربایجانی
- ۱۵ مرداد - مصطفی ردانی پور، روحانی و نظامی ایرانی
- ۱۸ مرداد - امین‌الله آندره حسین، آهنگساز ایرانی ساکن فرانسه
- ۱۷ دی - لطف‌الله مفخم پایان، موسیقی‌دان
- ۱۸ بهمن - ارتشبد غلامعلی اویسی، ارتشبد نیروی زمینی شاهنشاهی
- ۲۴ بهمن - رضا رادمنش، از اعضای حزب توده
- ۶ اسفند - بهرام افضلی، ناخدا یکم نیروی دریایی ارتش جمهوری اسلامی ایران و فرمانده آن نیرو طی سال‌های ۱۳۵۹ تا ۱۳۶۲
- ۱۷ اسفند - محمد ابراهیم همت، نظامی و معلم